# Переход Чехословакии на правостороннее движение
Переход на правостороннее автомобильное движение в Чехословакии произошёл в 1938—1939 годах. До 1938 года в Чехословакии действовало левостороннее движение. В 1925 году Чехословакия приняла Парижскую конвенцию 1909 года и обязалась изменить движение на правостороннее «в разумные сроки». В 1931 году правительство постановило провести переход не позднее, чем через пять лет, однако этого не произошло. Главными препятствиями стали финансовые затраты и широкое противодействие решению правительства в сельских районах. В ноябре 1938 года парламент Чехословакии наконец решил осуществить переход на правостороннее движение с 1 мая 1939 года.

## Автомобильный транспорт

### Протекторат Богемии и Моравии
15 марта 1939 года чешская часть страны была оккупирована нацистской Германией и превращена в немецкий протекторат Богемии и Моравии (нем. Protektorat Böhmen und Mähren), что ускорило переход на правостороннее движение. В некоторых местах он прошёл в тот же день (например, в Остраве), остальная территория протектората сменила сторону движения 17 марта, а власти Праги взяли ещё несколько дней, чтобы осуществить переход, и провели его 26 марта.
Трамвайная инфраструктура в Праге была изменена под правостороннее движение в ноябре 1938 года. В последние дни перед переходом в газетах печатались ежедневные напоминания о нём, а на улицах и трамваях появились большие предупредительные сообщения. Водители быстро адаптировались к новой стороне дороги — число дорожно-транспортных происшествий было небольшим, и лишь один человек погиб: сорокадевятилетний Йозеф Лхоцки был сбит трамваем в Кобылисах, когда он вышел на дорогу, забыв, что трамваи уже едут по другой стороне дороги.

### Словакия во время Второй мировой войны
В Словакии правостороннее движение было введено постановлением правительства автономной Словакии в Чехо-Словакии в конце 1938 года. Автобусы в столице Братиславе были адаптированы к новому движению в 1939 году, а последние дороги в Словакии перешли на новую систему в 1940—1941 годах.
Территории, которые в настоящее время являются южными приграничными регионами Словакии, тогда были частью Венгрии (по условиям Первого Венского арбитража), и поэтому перешли на правостороннее движение в конце 1941 года вместе с остальной Венгрией.

## Железнодорожный транспорт
В течение многих лет левостороннее движение также использовалось на некоторых железнодорожных линиях Чехословакии, хотя в 1851 году был принят закон, предписывающий правостороннее движение. По словам историка Павла Шрайера, причины введения левостороннего движения на некоторых линиях неизвестны, но вполне возможно, что в Чехословакии вдохновлялись примерами Швейцарии или Франции, где на железных дорогах до сих пор используется левостороннее движение. В Чехии частная компания KFNB (Kaiser Ferdinands-Nordbahn) была постоянным исключением: к ней, в отличие от государственных железных дорог, действующее законодательство в то время не применялось в полном объёме. На маршруте из Праги в Бенешов использовалось левостороннее движение с 1905 года до конца 1940-х годов, как на линии между Хомутовым и Хебом, где последний участок с левосторонним движением был перестроен в 2006 году. До 2009 года такое движение было на участке маршрута Богумин — Петровице-у-Карвине. Последней чешской железнодорожной линией с левосторонним движением была так называемая «Фердинандка», магистраль Бржецлав — Богумин, где первоначально использовалось правостороннее движение, затем с 1872 года было введено левостороннее движение, а 9 декабря 2012 года восстановлено правостороннее.